# Wereldkampioenschap superbike van Misano 1995
Het wereldkampioenschap superbike van Misano 1995 was de tweede ronde van het wereldkampioenschap superbike 1995. De races werden verreden op 21 mei 1995 op het Circuito Internazionale Santa Monica nabij Misano Adriatico, Italië.

## Race 1
| Pos | Nr | Rijder               | Constructeur | Rondes | Tijd                | Grid | Punten |
| --- | -- | -------------------- | ------------ | ------ | ------------------- | ---- | ------ |
| 1   | 12 | Mauro Lucchiari      | Ducati       | 25     | 39:58.269           | 2    | 25     |
| 2   | 1  | Carl Fogarty         | Ducati       | 25     | +2.862              | 1    | 20     |
| 3   | 11 | Troy Corser          | Ducati       | 25     | +11.172             | 4    | 16     |
| 4   | 27 | Pierfrancesco Chili  | Ducati       | 25     | +23.924             | 3    | 13     |
| 5   | 9  | Fabrizio Pirovano    | Ducati       | 25     | +28.796             | 10   | 11     |
| 6   | 17 | Anthony Gobert       | Kawasaki     | 25     | +29.125             | 13   | 10     |
| 7   | 33 | John Reynolds        | Kawasaki     | 25     | +29.225             | 6    | 9      |
| 8   | 8  | Piergiorgio Bontempi | Kawasaki     | 25     | +31.217             | 7    | 8      |
| 9   | 5  | Simon Crafar         | Honda        | 25     | +37.643             | 16   | 7      |
| 10  | 28 | Gianmaria Liverani   | Ducati       | 25     | +41.805             | 9    | 6      |
| 11  | 4  | Andreas Meklau       | Ducati       | 25     | +42.288             | 14   | 5      |
| 12  | 19 | Adrien Morillas      | Ducati       | 25     | +42.521             | 21   | 4      |
| 13  | 25 | Yasutomo Nagai       | Yamaha       | 25     | +44.158             | 20   | 3      |
| 14  | 2  | Scott Russell        | Kawasaki     | 25     | +44.917             | 15   | 2      |
| 15  | 20 | Jochen Schmid        | Kawasaki     | 25     | +46.924             | 11   | 1      |
| 16  | 3  | Aaron Slight         | Honda        | 25     | +47.332             | 19   |        |
| 17  | 23 | Doug Polen           | Ducati       | 25     | +55.309             | 22   |        |
| 18  | 61 | Luca Pasini          | Ducati       | 25     | +56.865             | 8    |        |
| 19  | 26 | Roberto Panichi      | Honda        | 25     | +1:38.648           | 25   |        |
| 20  | 43 | David Jefferies      | Kawasaki     | 24     | +1 ronde            | 28   |        |
| 21  | 58 | Aldeo Presciutti     | Ducati       | 24     | +1 ronde            | 31   |        |
| 22  | 29 | Nick Hopkins         | Ducati       | 24     | +1 ronde            | 30   |        |
| 23  | 32 | Ferdinando Di Maso   | Ducati       | 24     | +1 ronde            | 26   |        |
| 24  | 70 | Eric Maillard        | Honda        | 24     | +1 ronde            | 34   |        |
| 25  | 62 | Hugues Blanc         | Ducati       | 24     | +1 ronde            | 29   |        |
| 26  | 69 | Gianluca Galasso     | Bimota       | 24     | +1 ronde            | 32   |        |
| 27  | 48 | Anders Rasmussen     | Yamaha       | 24     | +1 ronde            | 35   |        |
| 28  | 38 | Andrea Perselli      | Ducati       | 23     | +2 ronden           | 27   |        |
| DNF | 59 | Steve Hislop         | Ducati       | 21     | Uitgevallen         | 17   |        |
| DNF | 21 | Massimo Meregalli    | Yamaha       | 21     | Uitgevallen         | 12   |        |
| DNF | 45 | Colin Edwards        | Yamaha       | 20     | Uitgevallen         | 5    |        |
| DNF | 47 | Michele Gallina      | Ducati       | 17     | Uitgevallen         | 24   |        |
| DNF | 71 | Bruno Scatola        | Kawasaki     | 15     | Uitgevallen         | 33   |        |
| DNF | 13 | Paolo Casoli         | Yamaha       | 12     | Uitgevallen         | 18   |        |
| DNF | 72 | Dario Marchetti      | Kawasaki     | 9      | Uitgevallen         | 36   |        |
| DNS | 30 | Bruno Cirafici       | Suzuki       | 0      | Niet gestart        | 23   |        |
| DNQ | 67 | Gyorgy Lorincz       | Ducati       | 0      | Niet gekwalificeerd |      |        |

## Race 2
| Pos | Nr | Rijder               | Constructeur | Rondes | Tijd                | Grid | Punten |
| --- | -- | -------------------- | ------------ | ------ | ------------------- | ---- | ------ |
| 1   | 12 | Mauro Lucchiari      | Ducati       | 25     | 38:52.193           | 2    | 25     |
| 2   | 1  | Carl Fogarty         | Ducati       | 25     | +1.208              | 1    | 20     |
| 3   | 11 | Troy Corser          | Ducati       | 25     | +1.560              | 4    | 16     |
| 4   | 27 | Pierfrancesco Chili  | Ducati       | 25     | +13.176             | 3    | 13     |
| 5   | 8  | Piergiorgio Bontempi | Kawasaki     | 25     | +16.747             | 7    | 11     |
| 6   | 9  | Fabrizio Pirovano    | Ducati       | 25     | +16.902             | 10   | 10     |
| 7   | 4  | Andreas Meklau       | Ducati       | 25     | +27.106             | 14   | 9      |
| 8   | 2  | Scott Russell        | Kawasaki     | 25     | +27.674             | 15   | 8      |
| 9   | 33 | John Reynolds        | Kawasaki     | 25     | +28.558             | 6    | 7      |
| 10  | 5  | Simon Crafar         | Honda        | 25     | +30.413             | 16   | 6      |
| 11  | 28 | Gianmaria Liverani   | Ducati       | 25     | +32.388             | 9    | 5      |
| 12  | 20 | Jochen Schmid        | Kawasaki     | 25     | +37.389             | 11   | 4      |
| 13  | 3  | Aaron Slight         | Honda        | 25     | +38.327             | 19   | 3      |
| 14  | 19 | Adrien Morillas      | Ducati       | 25     | +38.567             | 21   | 2      |
| 15  | 59 | Steve Hislop         | Ducati       | 25     | +42.496             | 17   | 1      |
| 16  | 17 | Anthony Gobert       | Kawasaki     | 25     | +43.740             | 13   |        |
| 17  | 61 | Luca Pasini          | Ducati       | 25     | +47.176             | 8    |        |
| 18  | 25 | Yasutomo Nagai       | Yamaha       | 25     | +53.485             | 20   |        |
| 19  | 13 | Paolo Casoli         | Yamaha       | 25     | +53.736             | 18   |        |
| 20  | 29 | Nick Hopkins         | Ducati       | 25     | +1:24.044           | 30   |        |
| 21  | 32 | Ferdinando Di Maso   | Ducati       | 25     | +1:29.801           | 26   |        |
| 22  | 38 | Andrea Perselli      | Ducati       | 25     | +1:30.847           | 27   |        |
| 23  | 30 | Bruno Cirafici       | Suzuki       | 25     | +1:31.784           | 23   |        |
| 24  | 58 | Aldeo Presciutti     | Ducati       | 25     | +1:31.870           | 31   |        |
| 25  | 47 | Michele Gallina      | Ducati       | 25     | +1:47.838           | 24   |        |
| 26  | 43 | David Jefferies      | Kawasaki     | 24     | +1 ronde            | 28   |        |
| 27  | 62 | Hugues Blanc         | Ducati       | 24     | +1 ronde            | 29   |        |
| 28  | 70 | Eric Maillard        | Honda        | 24     | +1 ronde            | 34   |        |
| DNF | 26 | Roberto Panichi      | Honda        | 18     | Uitgevallen         | 25   |        |
| DNF | 21 | Massimo Meregalli    | Yamaha       | 14     | Uitgevallen         | 12   |        |
| DNF | 69 | Gianluca Galasso     | Bimota       | 11     | Uitgevallen         | 32   |        |
| DNF | 45 | Colin Edwards        | Yamaha       | 11     | Uitgevallen         | 5    |        |
| DNF | 48 | Anders Rasmussen     | Yamaha       | 9      | Uitgevallen         | 35   |        |
| DNF | 23 | Doug Polen           | Ducati       | 3      | Uitgevallen         | 22   |        |
| DNS | 71 | Bruno Scatola        | Kawasaki     | 0      | Niet gestart        | 33   |        |
| DNS | 72 | Dario Marchetti      | Kawasaki     | 0      | Niet gestart        | 36   |        |
| DNQ | 67 | Gyorgy Lorincz       | Ducati       | 0      | Niet gekwalificeerd |      |        |

## Tussenstanden na wedstrijd
| Pos | Nr | Rijder            | Team     | Punten |
| --- | -- | ----------------- | -------- | ------ |
| 1   | 1  | Carl Fogarty      | Ducati   | 90     |
| 2   | 12 | Mauro Lucchiari   | Ducati   | 59     |
| 3   | 11 | Troy Corser       | Ducati   | 46     |
| 4   | 9  | Fabrizio Pirovano | Ducati   | 44     |
| 5   | 20 | Jochen Schmid     | Kawasaki | 41     |

1991 · 1993 · 1994 · 1995 · 1996 · 1997 · 1998 · 1999 · 2000 · 2001 · 2002 · 2003 · 2004 · 2005 · 2006 · 2007 · 2008 · 2009 · 2010 · 2011 · 2012 · 2014 · 2015 · 2016 · 2017 · 2018 · 2019 · 2021 · 2022 · 2023 · 2024 · 2025